# NGC 66
NGC 66 je galaksija u zviježđu Kit.

## Vanjske poveznice
- SEDS: NGC 0066